# تمن دار
تمن دار (بلوچی :تمن دار) هو لقب يطلق على رئيس قبيلة بلوش في باكستان.على سبيل المثال :
- سردار بلخ شير مزاري هو التمن دار والسردار المبجل لقبيلة مزاري .
- بلاول بوتو زرداري هو التمن دا ر لقبيلة زرداري ،بعد وفاة جده حكيم علي زراداري وتنازل والده آصف علي زرداري عنه له.
- سردار فاروق أحمد خان ليغاري كان التمن دار والسردار لقبيلة ليغاري.